# مالكوم غرين (كيميائي)
مالكوم غرين (بالإنجليزية: Malcolm Green)‏ هو كيميائي بريطاني، ولد في 16 أبريل 1936.

## وصلات خارجية
- الموقع الرسمي